# دويرالرمان
دويرالرمان هي قرية لبنانية من قرى قضاء عاليه في محافظة جبل لبنان.